# Chris Hinchliff
Christopher Volante Hinchliff est un homme politique du Parti travailliste britannique,. Avant d'entrer en politique, il travaille pour CPRE, The Countryside Charity.

## Biographie
Hinchliff fait ses études à la Howard of Effingham School dans le Surrey et au King's College de Cambridge, où il étudie l'histoire et est membre du Cambridge University Labour Club. Il étudie ensuite pour un MSc en économie écologique à l'Université d'Édimbourg, dont il obtient son diplôme en 2016.
Il est permanent du Parti travailliste avant de travailler pour les associations caritatives Independent Age et CPRE. Depuis 2022, il est conseiller du Parti travailliste pour le quartier de Royston Palace du conseil de North Herts, où il occupe le poste de membre exécutif de la planification et des transports,. Il démissionne de son poste de conseiller le 2 septembre 2024.
Hinchliff est élu député travailliste du nord-est du Hertfordshire aux élections générales de 2024.